# Muhamet Kapllani
Muhamet Ismail Kapllani (* 1943 in Kavaja) ist ein ehemaliger albanischer Diplomat, der im Jahre 1991 als Außenminister der Republik Albanien amtierte. Er war der letzte Außenminister der Sozialistischen Volksrepublik Albanien. 

## Leben
Ab 1966 absolvierte Kapllani an der Universität Tirana das Studium der Anglistik. Er wurde Dozent und danach Institutsleiter. 1972–1974 war er Vizedekan der Fakultät für Sprachen und gelangte später als Vertreter und Botschafter Albaniens an die UNO in New York. Zwischen 1984 und 1990 bekleidete er das Amt des stellvertretenden Außenministers. 
Er wirkte in drei Amtszeiten als Außenminister, vom 22. Februar 1991 bis zum 9. Mai 1991, vom 9. Mai 1991 bis zum 5. Juni 1991 sowie vom 5. Mai 1991 bis zum 6. Dezember 1991. Bei einer Zeremonie des Außenministeriums der Vereinigten Staaten in Washington, D.C. unterzeichneten der US-amerikanische Staatssekretär für europäische Angelegenheiten, Raymond Seitz, und Muhamet Kapllani als albanischer Außenminister im März 1991 ein Memorandum der Verständigung und stellten damit erstmals seit Juni 1939 wieder diplomatische Beziehungen zwischen den beiden Ländern her.
Kapllani war außerdem Direktor des Albanischen Instituts für Politische Studien. 